# Пам'ятник парашутистам
Пам'ятник парашутистам — пам'ятник у селі Хилін Дубровицького району Рівненської області.
Невеликий пам'ятник розташований у східній частині Хилінських гір, біля урочища Рибалки, над заплавою Горині.
Споруджений у 1965 році з нагоди 20-річчя Перемоги у німецько-радянській війні, на честь першого партизанського десанту, скинутого влітку 1942 року.
Група складалася із семи осіб кадрових військових, які приземлились біля села Хочин і прямували через Горинь. Про їх присутність місцева жителька повідомила у Висоцьку німецьку районну управу, керовану височанином, колишнім священиком церкви с. Удрицьк. У результаті чого була викликана каральна експедиція зі Століна (Білорусь) для ліквідації групи партизанських десантників. Того ж дня, під вечір, відбувся жорстокий бій на місці стоянки десанту. Оточені напівкільцем бійці вели оборону до останнього набою. У цьому бою загинуло шість воїнів, а двоє тяжко поранених були захоплені в полон. Їх везли на машинах разом з награбованою худобою, завезли у Столін, де стратили. Імена їх невідомі. Проте, за переказами, в цьому партизанському десанті були місцеві жителі, зокрема чоловік, що мав прізвище Вабіщевич, мешканець села Тумень.
Десантники, що загинули, були поховані на місці, де проходив бій. У 1947 році, коли у Висоцькому районі було перепоховання воїнів Червоної армії, прах загиблих було перенесено на Братське кладовище у селі Висоцьк.
Пам'ятник парашутистам являє собою чотиригранну півтораметрову піраміду, яка виготовлена з горянської червоної цегли. Пофарбований він у білий колір та обкладений бетонним бордюром.
Спорудженням пам'ятника керував Сидорчук Гаврило Никифорович.  